# El Asoleadero, Jalisco
El Asoleadero är en ort i Mexiko.   Den ligger i kommunen San Juan de los Lagos och delstaten Jalisco, i den centrala delen av landet, 400 km nordväst om huvudstaden Mexico City. El Asoleadero ligger 1 756 meter över havet och antalet invånare är 113.
Terrängen runt El Asoleadero är en högslätt. Runt El Asoleadero är det ganska tätbefolkat, med 65 invånare per kvadratkilometer. Närmaste större samhälle är San Juan de los Lagos, 13,8 km söder om El Asoleadero. Trakten runt El Asoleadero består till största delen av jordbruksmark.